# Ferrari 550
Der Ferrari 550 ist ein Gran Turismo von Ferrari. Er wurde von 1996 bis 2001 als Coupé 550 Maranello und 2001 auch als Roadster 550 Barchetta Pininfarina angeboten.

## Ferrari 550 Maranello

### Karosserie und Interieur

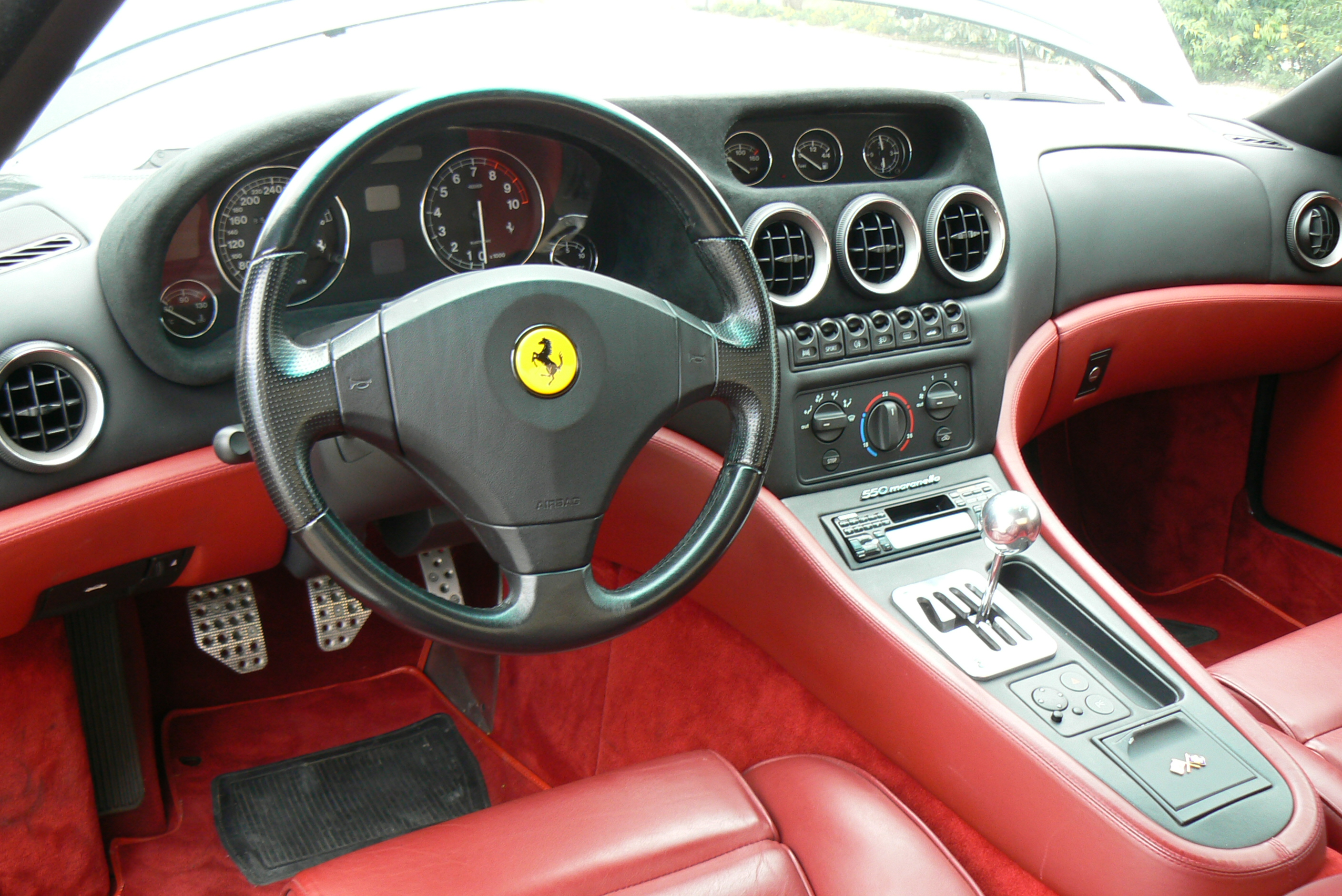
Interieur

Die Karosserie des Maranello stammt von Pininfarina und ist in der ursprünglichen Form als zweisitziges Coupé mit Frontmotor und Hinterradantrieb ausgeführt. Bei der Gestaltung der Karosserie führte Pininfarina eingehende Windkanalstudien durch, die sich einer Quelle zufolge auf 4800 Stunden summierten. Der Cw-Wert liegt bei 0,33. Er wird durch den ebenen Unterboden ermöglicht, außerdem sind die Scheinwerfer bündig in die Front eingepasst, was auch die Windgeräusche bei Nachtfahrten vermindert. Nebelscheinwerfer sind in der vorderen Stoßstange integriert, die elektrisch versenkbaren Seitenscheiben schließen bündig mit der Karosserie ab. Die Karosseriebleche des 550 bestehen aus einem mit Aluminium plattierten Stahlwerkstoff mit dem Namen „Feran“. Sie sind mit dem Stahlrohrrahmen verschweißt.
Der Innenraum ist mit Lederbezügen und einem verchromten Schaltknüppel ausgestattet. Die Sitzposition ist achtfach verstellbar, die gelochten Pedale sind aus Aluminium hergestellt. Die Anzeigen erfolgen analog. Eine Klimaautomatik war serienmäßig. 

### Motorisierung

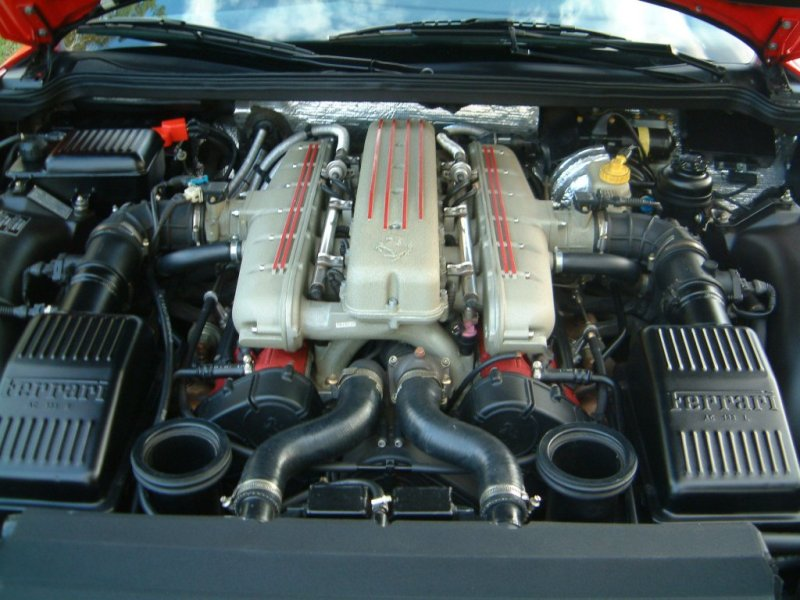
V12-Motor des Maranello mit 5,5 Litern Hubraum

Der Motor ist ein leicht kurzhubig (Bohrung × Hub: 88 × 75 mm) ausgelegter Zwölfzylinder-V-Motor mit einem Hubraum von 5,5 Litern, der bei einer Verdichtung von 10,8:1 eine Leistung von 357 kW (485 PS) bei 7000/min und ein maximales Drehmoment von 580 Nm bei 5000/min bereitstellt. Motorblock und Zylinderköpfe sind aus einer Aluminiumlegierung gefertigt. Der Motor hat vier Ventile pro Zylinder mit zwei obenliegende Nockenwellen pro Zylinderbank sowie eine Motronic 5.2 von Bosch. Mit ihr erreicht er die Abgasgrenzwerte der Euro-3-Norm. Die Zylinderlaufflächen sind mit Nikasil beschichtet. Die Pleuel bestehen aus Titan, die Mahle-Kolben aus Aluminium, Der Motor hat eine Trockensumpfschmierung. Ferrari hatte für den 550 einen Ansaugtrakt mit variabler Saugrohrlänge entwickelt, um Drehmoment und Leistung zu erhöhen. Besonderes Augenmerk wurde auf das Auspuffsystem verwendet, das mit variablem Gegendruck arbeitet, um sowohl das Drehmoment bei mittlerer Last zu verbessern als auch die Fahrleistungen bei hohen Geschwindigkeiten. Das Sechsgang-Schaltgetriebe und Hinterachsdifferential sitzen in einem Gehäuse an der Hinterachse (Transaxle-Bauweise).

### Fahrwerk
Um das Gewicht des Wagens möglichst niedrig zu halten, sind Bremssättel und Achsschenkel aus Aluminium sowie Räder aus Magnesium. Der 114-Liter-Tank besteht ebenfalls aus Aluminium und sitzt über der Hinterachse. Der 550 Maranello hat Einzelradaufhängung rundum mit doppelten Dreieckslenkern vorn, Trapez- und Dreiecksquerlenker hinten sowie Gasdruckstoßdämpfern mit Koaxialfedern und Drehstabstabilisatoren vorn und hinten. Die vordere Spur ist breiter als die hintere, um das Einlenkverhalten in Kurven zu verbessern, außerdem gibt es vorn ein Anti-Dive-System gegen das Eintauchen beim Bremsen.
Das Federungssystem kann über einen Schalter am Armaturenbrett von „normal“ auf „sportlich“ umgeschaltet werden. Je nach Einstellung wird das Drehmoment des Motors begrenzt. Dies war die erste Antriebsschlupfregelung, die vom Fahrer kontrolliert werden konnte. Das aus der Formel 1 abgeleitete Bremssystem wurde unter Mitarbeit von Brembo entwickelt. Es ist mit 4-Kolben-Bremssätteln, innenbelüfteten Bremsscheiben und speziellen Bremsbelägen versehen. Das Vierkanal-Antiblockiersystem hat eine elektronische Bremskraftverteilung. Dadurch wird ein Durchdrehen der Räder über die hinteren Bremsen und das Motormanagement-Systems verhindert. Die ZF-Zahnstangenlenkung hat eine geschwindigkeitsabhängige Servounterstützung.

### Fahrleistungen
Die Höchstgeschwindigkeit beträgt 320 km/h, die 100 km/h aus dem Stand werden in 4,5 s erreicht. Die 200 km/h liegen nach 14,2 s an. Das Fahrzeug verbraucht nach ECE 22,9 l/100 km, das entspricht einem Kohlendioxidausstoß von 530 g/km.
Das Maranello Coupé war auf Ferraris Teststrecke Fiorano pro Runde 3,2 s schneller als sein Vorgänger 512M.

### Produktion
Vom F550 Maranello wurden ca. 3.600 Exemplare produziert, bis dieser dann im Jahr 2002 vom F575 abgelöst wurde.

## Sondermodelle

### 550 Barchetta Pininfarina

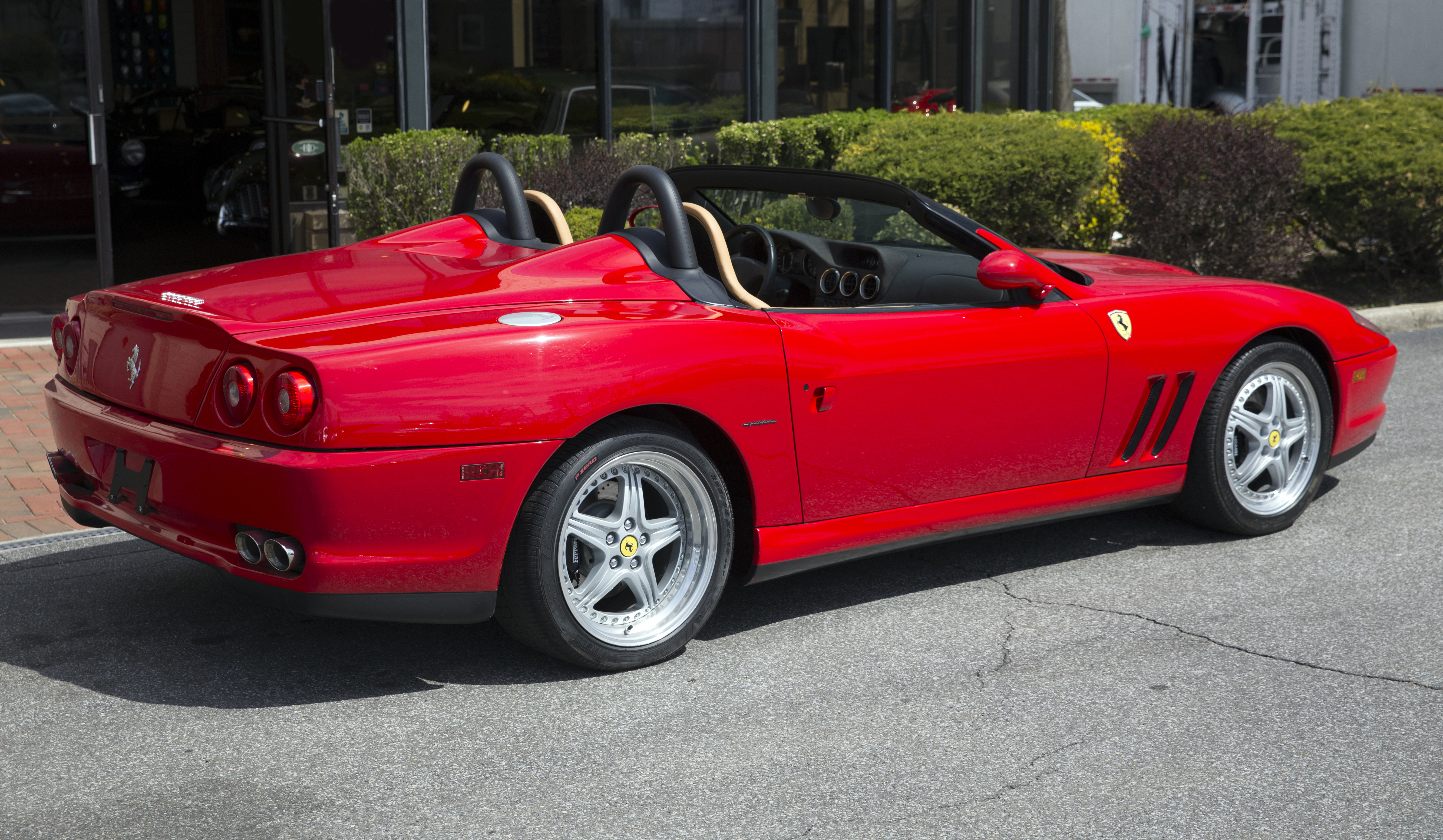
Ferrari 550 Barchetta

Ab 2001 wurde eine Kleinserie (448 Exemplare) des 550 Barchetta Pininfarina aufgelegt. Der Barchetta entsprach technisch und stilistisch weitgehend dem 550 Maranello, war in Details aber verändert. So ist die Windschutzscheibe steiler gestellt als beim Coupé. Das Fahrzeug hatte anstatt eines festen Verdecks lediglich ein Notverdeck und war somit nicht ganz so alltagstauglich wie das Coupe. Hinter den Sitzen sind fest stehende Überrollbügel installiert. Der Motor der Barchetta entspricht dem des Maranello. Die Beschleunigung von 0 auf 100 km/h ist unverändert, die Höchstgeschwindigkeit ist aber mit 300 km/h etwas geringer als beim Coupé.

### 550 GTZ Barchetta
Am 28. Oktober 2009 gaben Zagato und Ferrari bekannt, dass sie an einer Roadster-Version des Coupés 575 GTZ gearbeitet haben, um das 90-jährige Jubiläum der Zusammenarbeit zwischen den beiden italienischen Unternehmen zu feiern. Das Ergebnis, der 550 GTZ Barchetta, war auf nur drei Exemplare limitiert und basierte nicht wie das Coupé auf dem 575, sondern auf dem älteren 550 Barchetta Pininfarina. Im Gegensatz zur ursprünglichen Version entwickelte Zagato ein elektrisch betätigtes Stoffdach (darunter ein Exemplar mit Rechtslenkung). Alle Exemplare wurden zu einem Preis von je 1 Million Pfund (1,1 Millionen Euro / 1,6 Millionen US-Dollar) verkauft. Im Dezember 2019 wurde der rechtsgelenkte Wagen bei einer Bonhams-Auktion für 575.000 Pfund mit 2.700 Meilen verkauft.

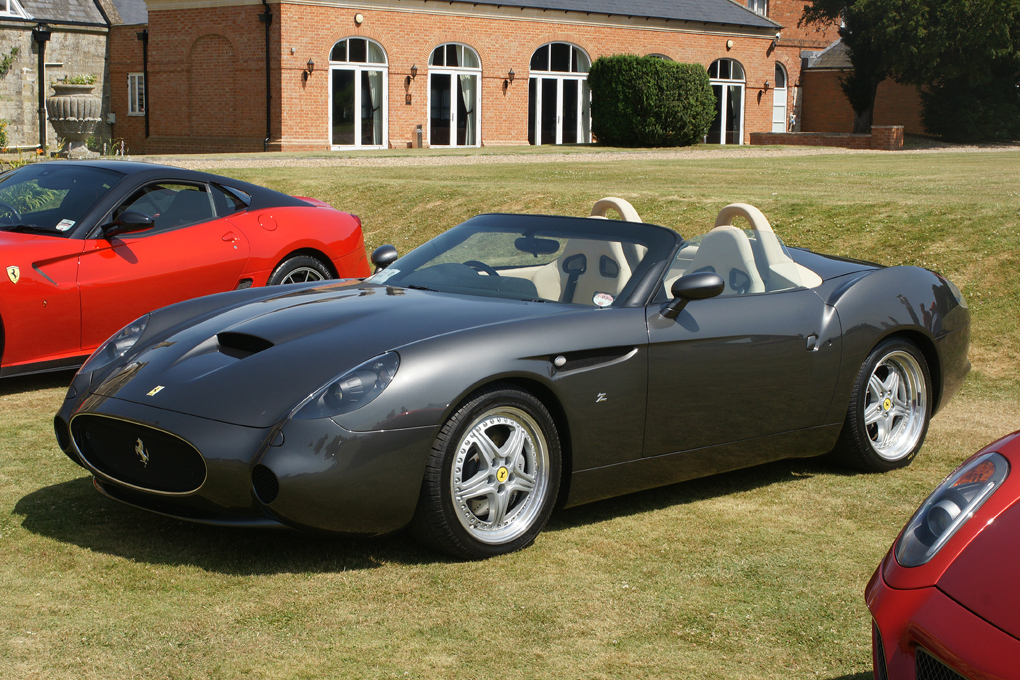
Ferrari 550 GTZ Barchetta
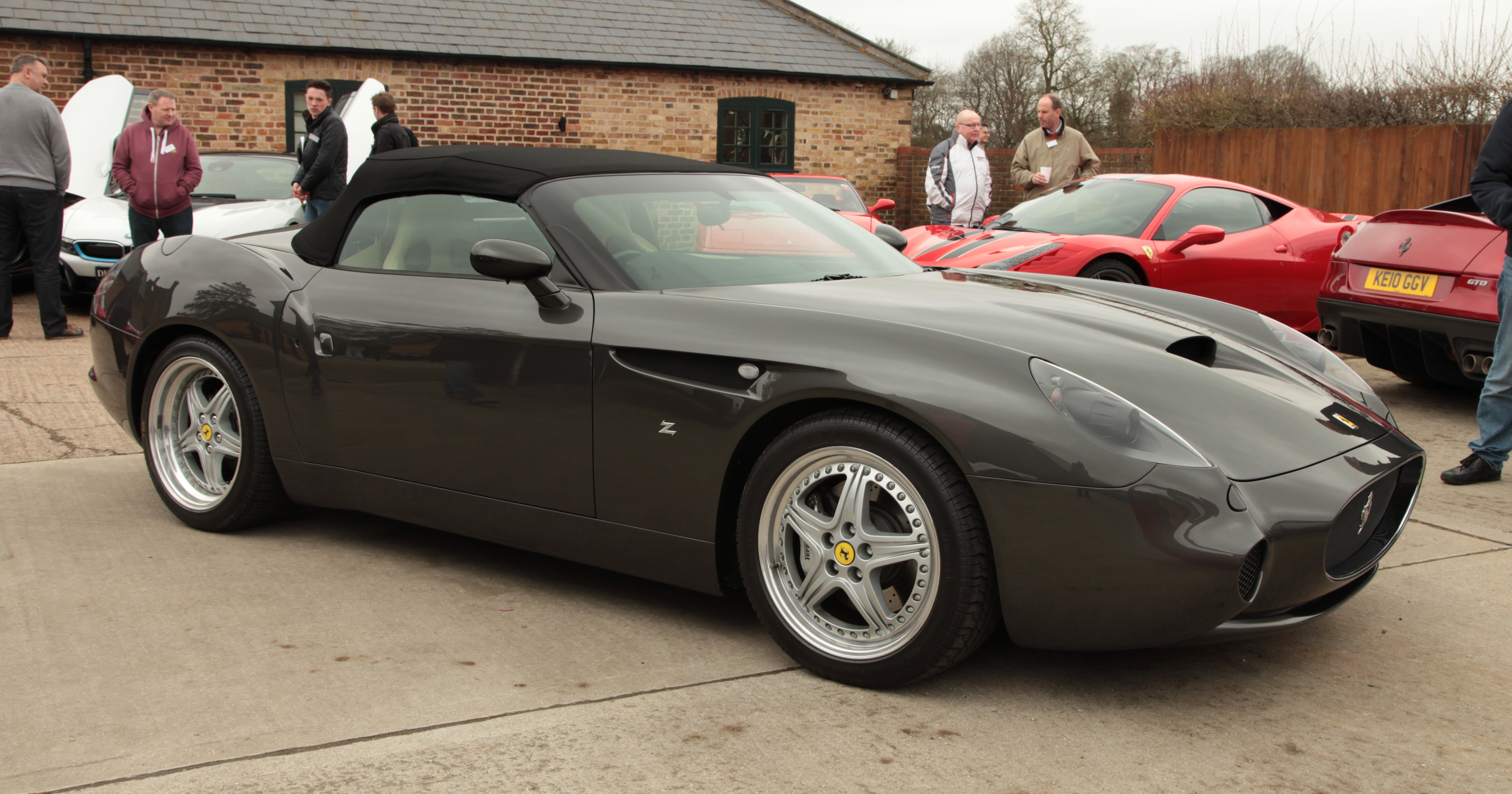
Mit geschlossenem Dach

## Verwandte Fahrzeuge

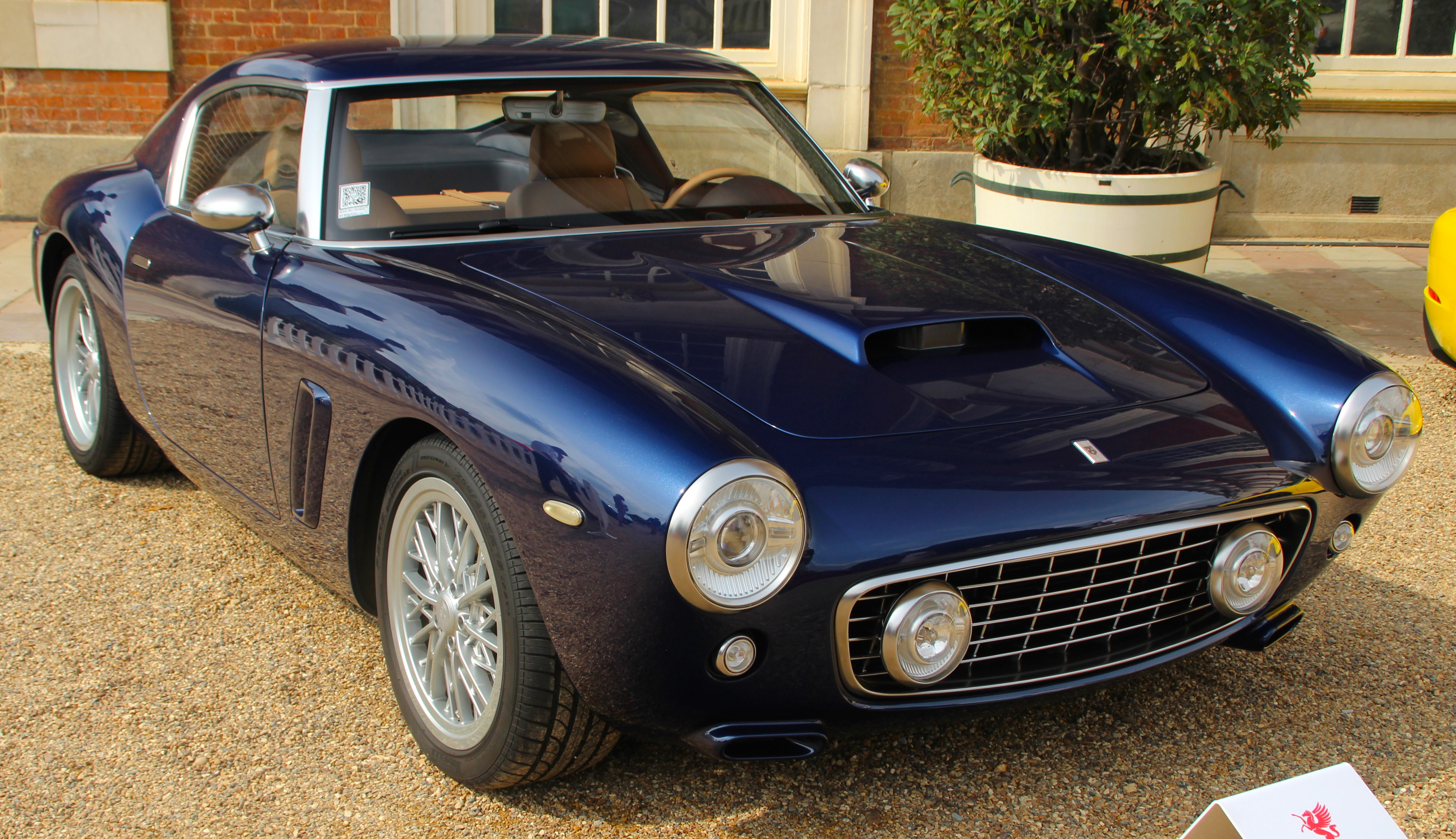
RML Short Wheelbase

2021 präsentierte die RML Group den auf dem 550 Maranello aufbauenden RML Short Wheelbase. Gestalterisch ist das auf 30 Exemplare limitierte Fahrzeug jedoch an den zwischen 1959 und 1962 gebauten Ferrari 250 GT SWB angelehnt.
Die Carrozzeria Touring Superleggera stellte 2024 den Restomod Touring Veloce12 vor, der auf dem 550 Maranello basiert. Auch von ihm sollen 30 Fahrzeuge entstehen.